# 长江中游城市群
长江中游城市群，简称中三角（英文：Triangle of Central China），是以武汉为中心城市，长沙、南昌为副中心城市，涵盖武汉城市圈、环长株潭城市群和鄱阳湖生态经济区，辐射湖北、湖南、江西三省的经济区域。

## 简介
根据2014年3月16日发改委发布的《国家新型城镇化规划（2014-2020年）》，除老牌的三大国家级城市群：珠三角城市群、长三角城市群、以京津冀为核心的环渤海城市群之外，将长江中游城市群、成渝城市群列入国家级城市群之列，国家级城市群由三扩至五个。
根据该规划，国家将加快培育这些城市群，使之成为推动国土空间均衡开发、引领区域经济发展的重要增长极。由于圈内各城市产业相同，相互竞争不可避免，以湖北方面最为积极推动，其他方均很平淡看待。
2015年3月26日国务院批准了《长江中游城市群发展规划》，其中原核心城市合肥转入长江三角洲城市群中规划，不再属于长江中游城市群。但2015年后合肥市仍在举办参与长江中游城市群相关活动。